# Freden i Gent

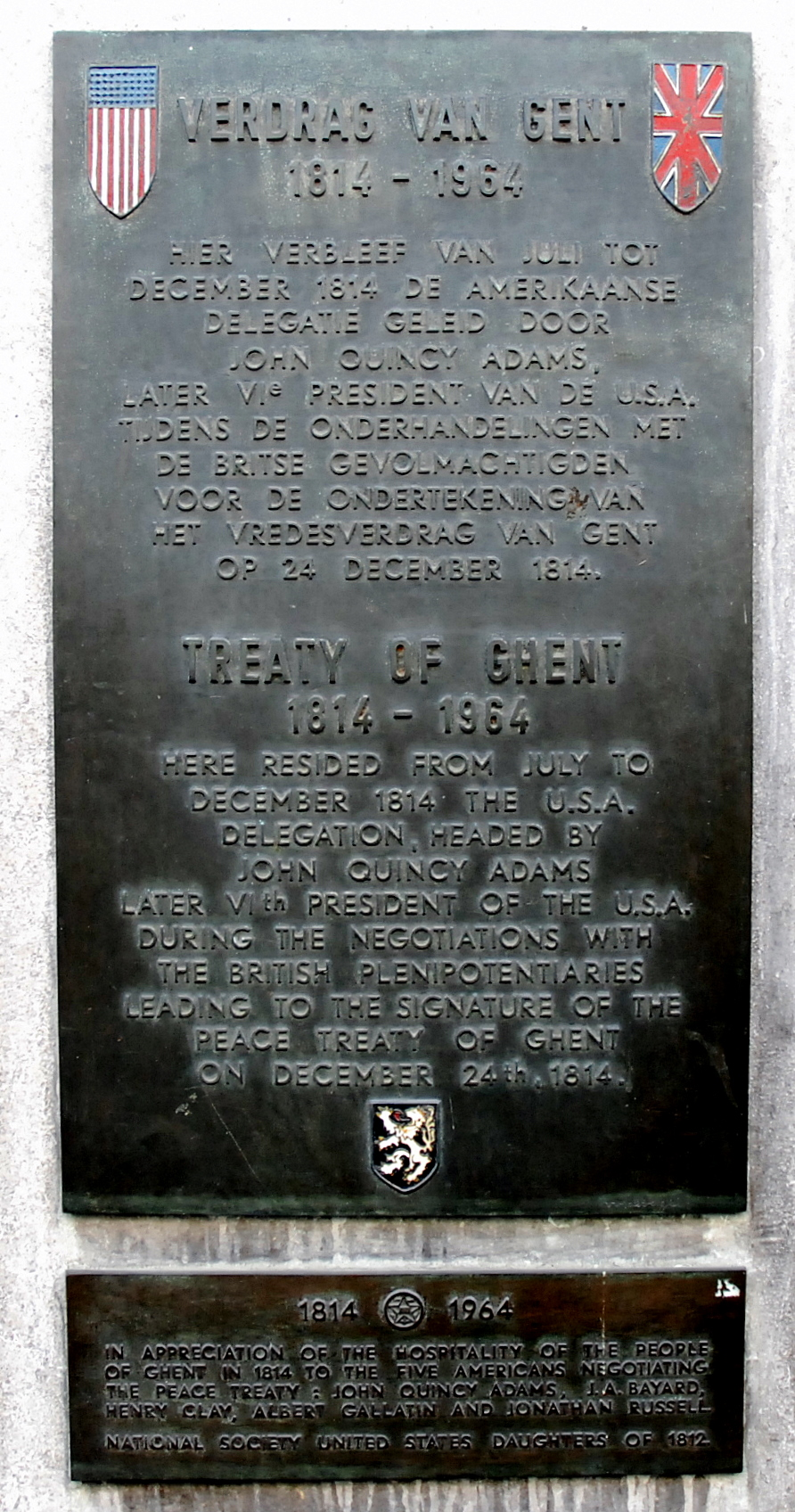
Minnestext i Gent till 150-årsjubileet.

Freden i Gent (engelska: Treaty of Ghent) skrevs på den 24 december 1814 i Gent, och gjorde officiellt slut på 1812 års krig mellan USA och Storbritannien, även om krigshandlingarna upphörde först 1815, eftersom fredsbeskedet inte nått Nordamerika förrän efter slaget vid New Orleans i januari 1815.
Genom avtalet återupprättades relationerna, och inga territoriella förändringar skedde (status quo ante bellum). USA erhöll vissa delar från Spanien, men det ingick inte i avtalet. Storbritanniens parlament godkände avtalet den 30 december samma år som det skrevs på, något som USA:s kongress inte gjorde förrän i februari 1815.

### Fotnoter
1. ↑  ”Treaty of Ghent” (på engelska). History. http://www.history.com/topics/treaty-of-ghent. Läst 7 november 2015.